# Cutervo
Cutervo est le chef-lieu de la province de Cutervo, dans la région de Cajamarca au Pérou.